# Marco Smedberg
Marco Rudolf Waldemar Smedberg, född 24 oktober 1954, är författare av militärhistorisk facklitteratur. Han har varit officer i pansartrupperna och generalstaben men är också filosofie magister. Numera är han överstelöjtnant i reserven och ledamot av Kungliga Krigsvetenskapsakademien sedan 2001. Redaktör för tidskriften Militär Historia mellan 2009 och 2014. Driver sedan 2015 även militärhistoriska temaresor.